# Street Lethal
Street Lethal è il primo album in studio del gruppo musicale statunitense Racer X, pubblicato nel 1986 dalla Shrapnel Records.

## Tracce
1. Frenzy (strumentale) – 1:45 (Paul Gilbert)
2. Street Lethal – 3:41 (Gilbert, Jeff Martin)
3. Into the Night – 3:34 (Gilbert, Martin)
4. Blowin' Up the Radio – 3:10 (Gilbert, Martin)
5. Hotter Than Fire – 3:02 (Steve Fontano, Martin)
6. On the Loose – 3:07 (Gilbert, Martin)
7. Loud and Clear – 3:42 (Gilbert, Martin)
8. Y.R.O. (strumentale) – 3:13 (Gilbert)
9. Dangerous Love – 3:13 (Gilbert, Martin)
10. Getaway – 3:10 (Gilbert, Martin)
11. Rock It – 3:58 (Gilbert, Martin)

## Formazione

### Gruppo
- Jeff Martin – voce
- Paul Gilbert – chitarra
- John Alderete – basso
- Harry Gschoesser – batteria

### Produzione
- Steve Fontano – produzione, ingegneria del suono, missaggio
- George Horn – mastering
- Mike Varney – produzione esecutiva